# Boršov nad Vltavou (stacja kolejowa)
Boršov nad Vltavou – stacja kolejowa w miejscowości Boršov nad Vltavou, w kraju południowoczeskim, w Czechach. Znajduje się na linii 194 Czeskie Budziejowice – Černý Kříž, na wysokości 410 m n.p.m..  

## Linie kolejowe
- 194: Czeskie Budziejowice – Černý Kříž